# Atemptat a Makhatxkalà
L'atemptat a Makhatxkalà va ser un incident de l'1 de juliol de 2005 en el qual almenys 11 membres d'una unitat d'elit, que pertany al Ministeri d'Interior de la Federació Russa, van morir i 25 persones van resultar ferides en l'atac amb bomba fora d'un bany públic a Makhatxkalà, Daguestan.